# Жозеф Бабінскі
Жозеф Бабінскі (фр. Joseph Jules François Félix Babinski, пол. Józef Julian Franciszek Feliks Babiński, також часто неправильно передають як Бабінський; 17 листопада 1857, Париж — 29 жовтня 1932 у тому самому місті) — французький лікар, невролог польського походження, відомий описом багатьох неврологічних симптомів і синдромів.

## Біографія
Народився у сім'ї польських біженців. Батько, Александр Бабінскі, був змушений емігрувати через участь у національній боротьбі проти російської та австрійської окупації. У Парижі він одружився із співвітчизницею Генрієттою Верен. У подружжя було двоє синів: Анрі та Жозеф, молодший за брата на два роки.
Александр Бабінскі працював інженером і щоб утримувати родину виїхав у Перу. До Франції повернувся у 1870 році і брав участь у війні проти Німеччини. Тоді стан його здоров'я погіршився (він страждав на хворобу Паркінсона) і турбота про родину та освіту брата лягла на Анрі, який також став інженером. Надалі життя братів поєднувала близька дружба, вони жили разом до кінця життя.
Середню освіту Жозеф, так само як і брат, отримав у польській школі в Парижі. У той час, як брат закінчив престижну Ecole des Mines, Жозеф почав навчатись на медичному факультеті Паризького університету.

## Професійна діяльність

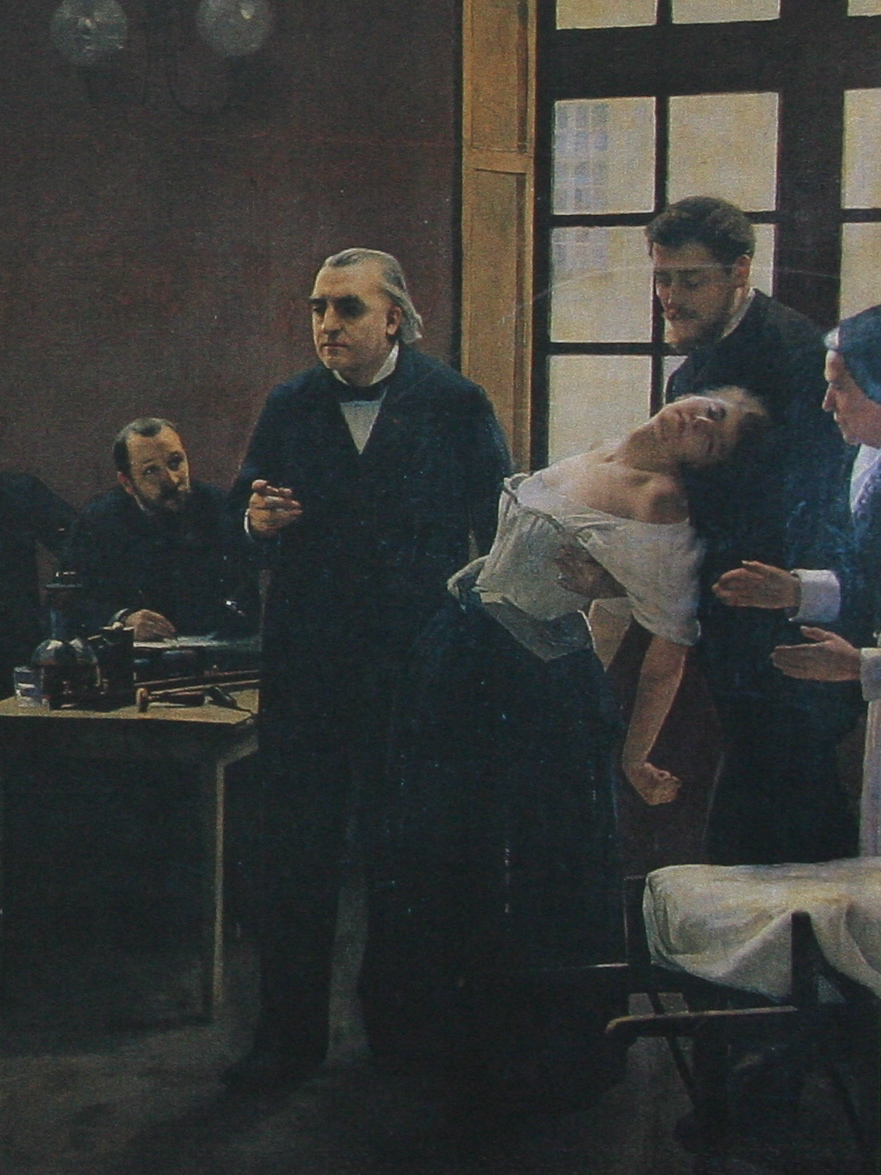
Жан-Мартен Шарко проводить демонстрацію, асистент, що тримає хвору — Ж. Бабінскі

Після складання екзамену екстерна у 1879 році, Жозеф Бабінскі почав працювати у різних лікарнях Парижа. Навчання у Паризькому університеті він закінчив 1884 року, захистивши дисертацію про розсіяний склероз. Отримавши гарні рекомендації від Альфреда Вульпіана, був обраний для роботи під керівництвом Жана-Мартена Шарко в лікарні Сальпетріє з 1885 по 1887 роки. Шарко дуже цінував Бабінскі й скоро він став улюбленим учнем «Наполеона неврології», як ще називали Шарко. Підтвердженням цього є картина Андре Бруайєта, на якій Шарко демонструє студентам жінку в істеричному припадку, а його учень Бабінскі стоїть трохи позаду.
У щоденній клінічній роботі Бабінскі був надзвичайно неговірким, під час свого короткого неврологічного обстеження пацієнта часто не вимовляв жодного слова, а інколи мовчав навіть після його проведення. Його манера роботи характеризувалася винятковою здатністю спостереження та ретельним дослідженням неврологічної симптоматології. Він був перш за все клінічним описовим спостерігачем.
Жозеф Бабінскі також вивчав явище істерії, але, на відміну від свого вчителя Шарко, визначав її як патологічний стан, спричинений навіюванням (сугестією) і казав, що цей стан може бути вилікуваний переконанням. Тому називав істерію «пітіатізм», що означає «виліковне переконанням». Виходячи із цього, виключив із переліку істеричних розладів захворювання, які виходять за рамки запропонованого визначення, наприклад, набряк гортані, туберкульоз, ниркова недостатність, розлади чутливості, звуження полів зору, так звані «істеричні гарячки» і так далі, хоча до цього їх розцінювали саме як прояви істерії.
На противагу Шарко він стверджував, що істерія не впливає на рефлекси і тому не може імітувати різні симптомокомплекси, обумовлені органічним ураженням центральної нервової системи. Бабінскі вважав, що для виникнення істеричних розладів необхідно навіювання, а не емоційне переживання (навіть якщо воно дуже сильне, наприклад стихійне лихо, смерть дитини тощо), тому що саме по собі переживання, як було показано багатьма авторами, не спричиняє істерії. Емоції швидше грають додаткову роль у патогенезі істерії. Бабінскі був переконаний, що «тепер, коли нам відома роль навіювання у генезі істерії, будь то навіювання з боку сім'ї, лікарняного оточення чи навіть самого лікаря, і ми здатні захистити від його впливу тих, хто йому піддається, прояви істерії стануть значно зустрічатись значно менше, ніж в минулому».
Бабінскі вказував на схожість між істерією і гіпнозом і не погоджувався з панівною на той час думкою, ніби будь-яка людина може бути загіпнотизована проти своєї волі.
1890 року отримав медичний ранг Médecin des hôpitaux (госпітального лікаря).
1892 року провалив екзамен на звання Professeur agrégé (який передує рівню Professeur de la chair — свого роду вищий ступінь в академічних колах) через інтриги зі сторони колишнього учня Шарко Шарля Бушара. Через протистояння із своїм колишнім учителем Бушар, який був призначений членом журі, провів своїх учнів. Це викликало великий скандал, але рішення не було скасоване. Смерть Шарко залишила Бабінскі без підтримки й більше він не пробував здати цей екзамен, що поставило крапку на його академічній кар'єрі і не дало змоги заснувати свою школу, але зробило відомим та успішним лікарем-практиком. За іронією долі імена їх двох внесені у назву аневризмі (Шарко—Бушара), при якій наявні мікроаневризми невеликих церебральних судин, які можуть спричинити внутрішньочерепні кровотечі.

### Робота у госпіталю Пітьє
1890 року Бабінскі почав працювати у госпіталі Пітьє (фр. Hôpital de la Pitié) і в 1895 році очолив його, зрештою пропрацювавши там до виходу на пенсію в 1922 році. Він став єдиним учнем Шарко, який не став виборним професором, а призначеним аж через 25 років по смерті вчителя, тай те викликало обурення від учнів Бушара.
Без викладацьких обов'язків робота Бабінскі в цьому закладі залишала йому достатньо часу, щоб присвятити себе вивченню неврологічної симптоматики. Він був віртуозним клініцистом, значно менше залежним від невропатологічних обстежень та лабораторних досліджень, ніж більшість його сучасників—колег. Він обрав шлях неперспективного пошуку, який, можливо, не так часто дає результати, але, якщо його проводить науковець надзвичайного інтелекту та інтуїції, то це може призвести до відкриттів.
Коли Бабінскі щось публікував, то це найчастіше було коротко і стисло. Так відбулося і в тому випадку, коли в 1896 році на засіданні Товариства біології в презентації у 26 рядків вперше було повідомлено про його «феномен пальців ноги», тобто виявлення того, що ураження пірамідного тракту проявляється ізольованим дорсальним згинанням великого пальця ноги — симптом Бабінскі. Хоча про цю ознаку повідомляв Ернст Юлій Ремак за три роки до того, саме Бабінскі вперше усвідомив її діагностичне значення. За своєю простотою, клінічною важливістю та фізіологічними наслідками симптом Бабінскі майже не має рівних у медицині. Через два роки він опублікував у La Semaine médicale особливо повний опис явищ, що пояснюються прикладними історіями хворих на геміплегію, епілепсію Джексона, енцефаліт та отруєння стрихніном. Клінічний опис у цій праці навіть на сьогодні видається надзвичайно повним. Бабінскі зробив правильний висновок, що ознаку слід пояснювати ураженням пірамідного тракту (не обов'язково структурного), а також зауважив, що його можна знайти у здорових немовлят. У 1903 році він опублікував іншу статтю, що містить опис розпушування пальців ніг, що часто відбувається одночасно з розгинанням великого пальця ноги при ураженні пірамідного тракту. Патогенетичні висновки Бабінські підтверджені Фултоном у дослідженнях на шимпанзе.
У 1900 році, за рік до Альфреда Фроліха, Бабінські описав адипозо-генітальний синдром у випадку пухлини гіпофіза, стан, який ще називають синдромом Бабінські-Фроліха. Наступного 1901 року він повідомив разом з Августином Шарпентьє про те, що зіниці Аргайлла Робертсона при нейросифілісі є проявом ураження центральної нервової системи. У 1902 році з Жаном Нажоттом він описав клінічні симптоми, які спричинює ураження в задне-бічній частині мосту (частина стовбура головного мозку, комплекс симптомів, який носить назву синдром Бабінскі-Нажотта. У 1905 році описав нейрофізіологічну основу однієї з клінічних форм сифілісу — tabes dorsalis (спинна сухотка). Він вивчав патологію мозочка і ввів терміни атаксія та дисдіаконезія як кардинальні симптоми ураження головного мозку.
На початку XX століття було зроблено багато спроб хірургічним шляхом оперувати пухлини спинномозкового каналу, але в основному ламінектомія робилася на неправильному, занадто низькому рівні. У 1910 році Бабінскі продемонстрував, що ретельне вивчення тактильної чутливості, проведене за визначеними ним принципами, призвело до правильного встановлення рівня проведення необхідної операції. Згодом ці спостереження були багато разів підтверджені. Бабінскі познайомився з Тьєррі де Мартелем, який заявив про готовність оперувати наступного пацієнта з підозрою на пухлину хребта. Коли Бабінскі наприкінці 1911 року діагностував третій подібний випадок, тому він привів пацієнта до Мартелла, який успішно видалив пухлину в спинномозковому каналі, локалізовану саме так, як і передбачив Бабінські. Ця операція дала поштовх розвитку французької нейрохірургії. Згодом й інші неврологи країни стали надсилати на операції своїх хворих Мартелю.
У 1899 році виступив співзасновником Паризького товариства неврологів. Його відзначено Американським неврологічним товариством та кількома іншими зарубіжними товариствами.
1922 року, у віці 65 років. Бабінскі вийшов на пенсію, але продовжував із дозволу наступника проводити щотижневі клінічні демонстрації. Вечори проводив у театрі, опері та балеті.
Був співзасновником та редактором журналу «Revue neurologique», членом Паризької академії наук (1914) та Товариства біологів у Парижі. Написав 288 статей.
Після смерті брата втратив інтерес до життя та помер від хвороби Паркінсона 29 жовтня 1932 року. Поховано на кладовищі Шампо в Монморансі, приблизно в 13 км на північ від Парижа.

## Основні праці
- Etude anatomique et clinique sur la sclerose en plaques. — P. 1885.
- Sur le reflexe cutane plantaire dans certaines affections organiques du systeme nerveux central. «Compte rendu de la Societe de biologic». 1896. ser. 10, t. 3, p. 207.

## Епоніми
- Патологічний рефлекс (симптом) Бабінскі або Бабінського — виявляється в розгинанні першого пальця стопи при подразненні шкіри зовнішнього краю підошви. Є ознакою пірамідного ураження нервової системи.
- Синдром Антона—Бабінскі — стан, що характеризується своєрідною ілюзією реальності, в якій сліпий заперечує власну сліпоту[14][15].
- Метод Бабінскі — метод виявлення Ахіллового рефлексу.
- Синдром Бабінскі — асоціація серцевої та артеріальної патології з пізніми проявами сифілісу. Основне діагностичне значення мало його спостереження, що анізокорія може бути наслідком сифілітичної аневризми аорти[16].
- Синдром Бабінскі—Фроліха — характеризується ожирінням по жіночому типу та статевим інфантилізмом, атрофією чи гіпоплазією статевих залоз із зміненими вторинними статевими ознаками[17][18].
- Синдром Бабінскі—Фромента — характеризується вазомоторними та трофічними порушеннями, дифузною аміотрофією, підвищеними сухожилковими рефлексами та м'язовими скороченнями[19].
- Синдром Бабінскі—Нажотта — одностороннє бульбарне ураження з ураженням медулобульбарного перехідного регіону. Основні симптоми складаються з мозочкової геміатаксії, контралатерального геміпарезу, втрати чутливості тіла та кінцівок та очні зміни; асоційований часто з синдромом Горнера[20].

## Цікаві факти
- Його брат Анрі Бабінскі за професією був інженером і одночасно одним із найзнаменитіших кулінарів Франції. Його кулінарна книга, Gastronomie pratique: études culinaires, була опублікована під псевдонімом «Алі Баба» й до сих пір широко відома[8]. Одного разу Жозеф Бабінскі перервав свій медичний обхід палат, коли медична сестра йому прошепотіла, що створене за рецептом брата суфле є бездоганним.
- Андре Бретон, майбутній поет-сюрреаліст, певний час працював у госпіталі Пітьє і в його творах подекуди зустрічаються згадки про Бабінскі.
- Бабінскі ніколи не мав власних дітей, але всиновив та виростив трьох дівчаток — дочок близького друга[7].